# Канадская премьер-лига
Канадская Премьер-Лига (англ. Canadian Premier League, CPL или CanPL, фр. Première ligue canadienne) — профессиональная мужская футбольная лига Канады, существующая с 2017 года, высший дивизион в системе футбольных лиг страны. Самый титулованный клуб и действующий чемпион — «Фордж», на счету которого 4 титула обладателя Кубка Канадской премьер-лиги.

## История
Канадская лига (Канадская футбольная лига), предшественник Канадской премьер-лиги, была закрыта в 1992 году, оставив Канаду без профессиональной лиги на следующие несколько десятилетий. Единственным национальным канадским соревнованием был чемпионат Канады, внутренний кубок, который проводится с 2008 года. Канадские команды играли либо в американских лигах, таких как МЛС, Североамериканской лиге и ЮСЛ, либо в полупрофессиональных канадских Лига1 Oнтарио и Профессиональная лига Квебека, которые имели статус лиг провинциального уровня.
О новой полностью профессиональной канадской футбольной лиге впервые было публично сообщено в июне 2013 года. В сообщениях говорилось, что владелец команды КФЛ «Гамильтон Тайгер-Кэтс» Боб Янг был частью основной группы инвесторов, работающих с Канадской футбольной ассоциацией и её президентом Виктором Монтальяни, над тем, чтобы создать новую профессиональную лигу в Канаде. Сезон 2019 года стал первым сезоном самостоятельного чемпионата Канады по футболу.
В 2020 году суммарная стоимость всех игроков Канадской премьер-лиги составляла 16,83 млн евро при средней стоимости игрока 79 тыс. евро и среднем возрасте 22,5 года. В 2024 году суммарная стоимость всех игроков достигла 26,1 млн евро, а средняя стоимость 124 тыс. евро при среднем возрасте 24,8 года.

## Формат
В Канадской премьер-лиге участвует 8 команд, представляющих города Оттава, Торонто, Монреаль, Ванкувер, Виннипег, Калгари и Эдмонтон. Сезон играется с апреля по октябрь, в октябре проводятся серия плей-офф, по результатам которого определяется победитель всего сезона. В регулярном чемпионате команды играют по 2 матча друг с другом, всего играется 28 матчей — 14 дома и 14 в гостях. Победитель и финалист премьер-лиги получают право играть в Кубке чемпионов КОНКАКАФ на следующий сезон. Также разыгрывается Первенство Канады по футболу, в котором клубы из премьер-лиги играют с канадскими командами из МЛС.

## Участники
В сезоне 2024 принимают участие следующие команды:
- ФК «Йорк Юнайтед[англ.]» (Торонто)
- ФК «Кавалри[англ.]» (Футхиллс[англ.], Калгари)
- ФК «Фордж» (Гамильтон)[6]
- ФК «Атлетико Оттава» (Оттава)
- ФК «Валор» (Виннипег)
- ФК «Пасифик[англ.]» (округ Капитал, Британская Колумбия)
- ФК «Ванкувер[англ.]» (Ванкувер)
- ФК «Галифакс Уондерерс[англ.]» (Галифакс)

### Бывшие участники
- ФК «Эдмонтон» — был расформирован по окончании сезона 2022 года.

## Результаты выступлений

### По клубам
| Клуб               | Победитель | Финалист | Участий | Сезоны                             |
| ------------------ | ---------- | -------- | ------- | ---------------------------------- |
| Атлетико Оттава    | 0          | 1        | 5       | 2020, 2021, 2022, 2023, 2024       |
| Валор              | 0          | 0        | 6       | 2019, 2020, 2021, 2022, 2023, 2024 |
| Ванкувер           | 0          | 0        | 6       | 2019, 2020, 2021, 2022, 2023, 2024 |
| Йорк Юнайтед       | 0          | 0        | 6       | 2019, 2020, 2021, 2022, 2023, 2024 |
| Кавалри            | 1          | 3        | 6       | 2019, 2020, 2021, 2022, 2023, 2024 |
| Пасифик            | 0          | 1        | 6       | 2019, 2020, 2021, 2022, 2023, 2024 |
| Галифакс Уондерерс | 0          | 0        | 6       | 2019, 2020, 2021, 2022, 2023, 2024 |
| Фордж              | 4          | 2        | 6       | 2019, 2020, 2021, 2022, 2023, 2024 |

## Технические спонсоры
Основным техническим спонсором всех команд Канадской премьер-лиги является Macron.